# Saussens
Saussens är en kommun i departementet Haute-Garonne i regionen Occitanien i södra Frankrike. Kommunen ligger i kantonen Caraman som tillhör arrondissementet Toulouse. År 2022 hade Saussens 215 invånare.

## Befolkningsutveckling
Antalet invånare i kommunen Saussens
Referens:INSEE